# Pożary lasów w Amazonii (2019)
Pożary lasów w Amazonii – seria tysięcy pożarów o niespotykanym nasileniu, które swoim zasięgiem objęły lasy deszczowe w Amazonii. Pożary wybuchły w sierpniu 2019. Największe natężenie pożarów zanotowano w Brazylii, a także w sąsiadujących Peru i Paragwaju, a w samej Boliwii w sierpniu zanotowano 13 396 pożarów, które zniszczyły przeszło 730 000 hektarów lasu i sawanny.

## Opis wydarzeń
Pożary lasów Amazonii są zjawiskiem naturalnym, występującym cyklicznie w czasie pory suchej, jednakże według oficjalnych danych pożary na obszarze Amazonii w 2019 roku były one większe o 84 procent w porównaniu z takim samym okresem poprzedniego roku. W 2019 zaobserwowano niemal 80 tys. ognisk pożaru. Obok naturalnych przyczyn pożarów, którym sprzyja przesuszenie materii roślinnej, zaobserwowano celowe podpalanie lasów przez farmerów w celu zwiększenia powierzchni pól uprawnych i pastwisk.
Pożary lasów deszczowych przybrały na sile 15 sierpnia 2019. Pożary zaczęły rozprzestrzeniać się w Gujanie, Boliwii, Peru i Paragwaju, oraz Brazylii, Ekwadorze, Kolumbii, Gujanie Francuskiej, Surinamie, Wenezueli, a także w stanach Amazonas, Acre, Mato Grosso, Mato Grosso do Sul i Rondônia.
Do walki z pożarami zostało oddelegowanych  44 tys. żołnierzy, a także lotnictwo wojskowe.

## Reakcje
26 sierpnia 2019 prezydent Francji Emmanuel Macron w czasie szczytu G7 określił pożary jako międzynarodowy kryzys i zadeklarował pomoc wojska oraz wsparcie akcji gaśniczej w wysokości 20 mln USD. Inicjatywa ta poparta przez kanclerz Niemiec Angelę Merkel została zanegowana przez prezydenta Brazylii, Jaira Bolsonaro, który odmówił przyjęcia pomocy określając propozycję jako „sensacjonalną” i jako przejaw „kolonialnego myślenia” w dyskusji na szczycie G7 bez zaproszenia krajów, której ona dotyczy.